# Епархия Таравы и Науру
Епархия Таравы и Науру (лат. Dioecesis Taravanus et Naurunus) — епархия Римско-католической церкви с центром в городе Баирики, атолл Тарава, Кирибати. Епархия включает в себя государства Кирибати и Науру. Епархия Таравы и Науру входит в митрополию Сувы.

## История
28 июня 1897 года Святым Престолом был образован апостольский викариат островов Гилберта. 21 июня 1966 года апостольский викариат был преобразован в епархию Таравы.
15 ноября 1978 года епархия Таравы была переименована в епархию Таравы, Науру и Фунафути. 10 сентября 1982 года Ватикан отделил от епархии остров Тувалу, на котором была образована миссия «Sui iuris» Фунафути.

## Ординарии
- епископ Joseph-Marie Leray MSC (27.07.1897 г. — 26.01.1927 г.);
- епископ Joseph Bach MSC (26.01.1927 г. — 27.12.1933 г.);
- епископ Octave-Marie Terrienne MSC (2.12.1937 г. — 28.02.1961 г.);
- епископ Pierre-Auguste-Antoine-Marie Guichet MSC (19.07.1961 г. — 21.06.1966 г.);
- епископ Pierre-Auguste-Antoine-Marie Guichet MSC (21.06.1966 г. — 15.11.1978 г.) — епископ Таравы;
- епископ Paul Eusebius Mea Kaiuea MSC (15.11.1978 г. — 29.06.2020 г.) — епископ Таравы, Науру и Фунафути; с 1982 года — епископ Таравы и Науру;
- епископ Koru Tito MSC (29.06.2020 г. — 07.08.2022 г.) — епископ Таравы и Науру.

## Источник
- Annuario Pontificio, Libreria Editrice Vaticana, Città del Vaticano, 2003, ISBN 88-209-7422-3